# Херринг, Томас
Томас Херринг (англ. Thomas Herring; 1693[…], Норфолк — 23 марта 1757, Кройдон, Большой Лондон) — епископ Бангорский (1737—1743), архиепископ Йоркский (1743—1747), 84-й архиепископ Кентерберийский (1747—1757).

## Биография

### Ранние годы
Томас Херринг был сыном Джона Херринга, ректора церкви в Вэлсокене, (Норфолк) и Марты Поттс. Томас начал обучение в Вэлсокенской школе, затем перевёлся в Уизбекскую грамматическую школу в Кембриджшире. В 1710 году поступил в колледж Иисуса Кембриджского университета, в 1717 получил степень магистра искусств, в 1716—1723 годах преподавал античную историю в колледже Тела Христова, а в 1719 году был посвящён в духовный сан.

### Церковное служение
Херринг скоро стал капелланом епископа Эли Уильяма Флитвуда и был назначен проповедником епископской резиденции, Эли Плейс; в этот же период он познакомился с будущим лордом-канцлером Филипом Йорком, герцогом Хардвиком. Кроме должностей при епископе Флитвуде, Херринг также получил несколько приходов, но постоянно жил в одном из них — Барли, возле Ройстона.
В 1728 году Томас Херринг получил степень доктора богословия и стал капелланом короля  Георга II, в 1731 году был назначен ректором церкви в Блетчингли, затем — деканом в Рочестере (последнее назначение состоялось при посредничестве епископа Бенджамина Хоадли). В 1737 году Херринг стал епископом Бангорским, сохранив место декана, а в 1743 был назначен архиепископом Йоркским.
Сохранился подробный отчёт о поездке Херринга по епархии в 1743 году, который служит важным источником сведений о положении церкви в этот период. Во время Якобитского восстания 1745 года он хорошо себя показал при подготовке к возможному вторжению отрядов мятежников (которое так и не состоялось). Будучи в политике многолетним сторонником вигов, в период опасности он тесно сотрудничал с местными тори. Прочитанная в этот период в Йоркском соборе проповедь получила наибольшую известность в богословском наследии Херринга.

### Архиепископ Кентерберийский
В 1747 году Томас Херринг стал архиепископом Кентерберийским и очень скоро оказался в состоянии конфликта с тогдашним государственным секретарём, а с 1754 года — премьер-министром герцогом Ньюкастлом, поскольку симпатии нового архиепископа были на стороне более консервативного крыла вигов. Разногласия начались с отношения к созывам конвокаций Кентрбери и Йорка, хотя оба соглашались в необходимости сведения полномочий церковных соборов к чисто ритуальным функциям. Впоследствии Херринг предпочитал сотрудничать со своим старым знакомым лордом-канцлером герцогом Хардвиком. В частности, он поддержал Акт о браке, учреждение Британского музея, а также предложения о постоянном проживании епископов в американских епархиях, попытку проведения и последующее отклонение акта о натурализации евреев 1753 года. Обсуждение проблемы примирения с диссентерами и переписка с шведскими протестантами не привели к реальным переменам. Произведённые Херрингом назначения вызывали обвинения в непотизме.
Из-за слабого здоровья с 1753 года Херринг жил в Кройдоне (ныне — Лондонское боро), один из его сотрудников постоянно находился в Ламбетской архиепископской резиденции и трижды в неделю посещал Херринга, чтобы держать его в курсе дел архиепархии и получить распоряжения.
Томас Херринг не был женат, умер в Кройдоне 23 марта 1757 года, похоронен в местной приходской церкви.